# قائمة المناجم في مصر
تعد قائمة المناجم في مصر تابعة لقائمة المناجم وقوائم عمل المناجم البالية والمستقبلية في البلاد ويتم تنظيمها من خلال إنتاج المعادن الأساسي. لأغراض عملية، قد يتم تضمين الرخام والمحاجر الأخرى في هذه القائمة.
- مناجم الذهب
  - منجم السكري[1]
- مناجم التنتالوم
  - أبو دباب[2][3]
  - نويبع[4]
  - أم نجاة[4]
- مناجم الفوسفات
  - أبو طرطور[5][6]
- منجم الفحم
  - منجم المغارة[7][8]